# Aiouea angulata
Aiouea angulata Kostermans, es una especie perteneciente a la familia Melissa.

## Hábitat
Es endémica de Colombia del bosque submontano.  

## Fuente
- Calderon, E. 1998.  Aiouea angulata.   2006 IUCN Red List of Threatened Species.   Bajado el 20-8-07